# 汤姆·卢西
汤姆·卢西（英語：Tom Lucy，1988年5月1日—），英国前男子赛艇运动员。他曾代表英国参加2008年夏季奥林匹克运动会赛艇比赛，获得男子八人单桨有舵手银牌。